# 南特倫特河畔斯托克 (英國國會選區)
南特倫特河畔斯托克（英語：Stoke-on-Trent South），英國國會一自治市選區，位於英格蘭斯塔福德郡北部，包括特倫特河畔斯托克南部七個地方選區。
本區自1950年創設以來長期支持工黨。2010年大選當區議員羅伯特·弗萊洛以38.8%選票成功連任。2017年大選由保守黨人當選。